# 山崎直衛
山崎 直衛（やまざき なおえ、1933年〈昭和8年〉5月6日 - ）は、日本の男性俳優。劇団俳優座に所属していた。

## 出演作品

### テレビドラマ
- ダイヤル110番 第273回『瓦礫の街』（1962年、日本テレビ）
- 東京警備指令 ザ・ガードマン 第38話『七年目のサンタクロース』（1965年、TBS）
- 雨の中に消えて（1966年、日本テレビ）
- わが心のかもめ（1966年、NHK）- 医師・茅原
- いじわるばあさん 第23回『赤ちゃん騒動の巻』（1968年、日本テレビ）
- 俺は用心棒第4作目 第16話『迎えに来る武士』（1969年、NETテレビ）
- 燃えよ剣 第1話『新撰組前夜』（1970年、NETテレビ）- 試衛館前を歩く武士
- 鬼平犯科帳 第52話『乞食坊主』（1970年、NET / 東宝） - 寝牛の鍋蔵
- 天を斬る 第16回『氷雨の宿』（1970年、NETテレビ）
- 浮世絵 女ねずみ小僧 第2話『霧の夜の襲撃』（1971年、フジテレビ）
- 大岡越前第2部 第17話『天狗退治』（1971年、TBS）- 紫山十造
- 天皇の世紀 第7回『黒い風』（1971年、NETテレビ）
- キイハンター 第251回『人間を溶かす死の落とし穴』（1973年、TBS）
- 科学捜査官 第21話「灰の記憶」(1974年、KTV / 俳優座) - 遠藤徳三

### 映画
- 処刑の部屋 - 相川
- 森は生きている - 九月
- 警視庁物語 十二人の刑事 - 野球場のビール売り
- よか稚児ざくら 馬上の若武者 - 大塚猛人
- 白と黒
- スパイ (1965) - 福田
- ゴメスの名はゴメス 流砂 - 葉紹文
- 北穂高絶唱 - 中村医師
- 若者の旗 - 三原
- 朝やけの詩 - 組木

### 吹き替え
- 宇宙船XL-5（ゼロ司令官〈初代〉）